# Tovcenîkove, Putîvl
Tovcenîkove (în ucraineană Товченикове) este un sat în comuna Bobîne din raionul Putîvl, regiunea Sumî, Ucraina.

## Demografie
Componența lingvistică a localității Tovcenîkove
     Ucraineană (66,67%)
     Rusă (33,33%)
Conform recensământului din 2001, majoritatea populației localității Tovcenîkove era vorbitoare de ucraineană (66,67%), existând în minoritate și vorbitori de rusă (33,33%).